# Ki fizeti a révészt?
Ki fizeti a révészt? (Who Pays the Ferryman?) egy brit televíziós sorozat sorozat, amelyet a BBC 1977-ben forgatott, Michael J. Bird azonos című novellája és forgatókönyve alapján. A 8 részes romantikus dráma az 1970-es években Kréta szigetén játszódik, főszereplője Angliából tér vissza ide, ifjúsága színhelyére, és szembesül múltjának szellemeivel. A film felvételeit Kréta északkeleti partvidékén, Elunda környékén, festői környezetben forgatták, angol és görög színészek közreműködésével. A film népszerűségéhez Jánisz Markópulosz zenéje is hozzájárult.

## A cím
A sorozat címe visszautal az ógörög hitvilágra: A holtak lelkét Khárón, az alvilág révésze szállítja át a Hadészbe. Szolgálatáért, az életből a halálba való átjuttatásért Kharónt díjazás illette, a ókori görögök ezért pénzérméket tettek halottaik szájába, hogy „kifizessék a révészt”. A filmbéli történetben a főszereplő életére törő gyilkos ezzel a szimbólummal üzeni kijelölt áldozatának: „Hamarosan meghalsz!”

## Tartalom
|  | Alább a cselekmény részletei következnek! |

Alan Haldane, idősödő angol vállalkozó Krétára érkezik. Hajóépítő műhelyét eladta. Ruth, a felesége autóbalesetben meghalt. Semmi sem köti hazájához, Angliához. Múltját, emlékeit keresi. 35 évvel korábban brit katonaként a krétai partizán hadseregben (Andartesz-ben) harcolt a németek ellen. Most fel akarja kutatni egykori szerelmét, Melinát, a krétai partizánlányt, akit 1943-ban hátrahagyott, amikor őt és bajtársait visszarendelték Angliába. Neki írt leveleire sohasem kapott választ.
Haldane Hérakliónban felkeresi egykori harcostársát, Babisz Szpiridákisz ügyvédet (Neil McCarthy), az ellenállásban felvett nevén a Sast, aki örömmel fogadja rég nem látott bajtársát, Leandroszt, akit testvéreként tisztel. Haldane megtudja Szpiridákisztól, hogy Melina teherben volt, amikor ő Angliába távozott. A lány több levelet írt szerelmének, de Haldane-től sohasem érkezett válasz. Haldane tudja, hogy egyetlen levelet sem kapott a lánytól, és úgy látszik, Melina sem kapta meg az ő leveleit. Megszületett a kislány, akit Elenának kereszteltek. A magára maradt leányanya feleségül ment egy másik Andartesz-beli bajtárshoz, aki elfogadta őt gyermekével együtt. Férje azonban elesett az 1949-es görög polgárháborúban, özvegye egyedül nevelte fel Haldane leányát. Haldane lesújtva hallja, hogy szerelme, Melina évekkel korábban meghalt agytumorban. Az ifjú Elena később férjhez ment Nikosz Vaszilákisz vendéglőshöz, és van egy Alexisz nevű fiuk, Haldane unokája. Szpiridákisz, a jó barát megígérteti Haldane-nel, hogy nem fedi fel titkát, nem tépi fel a régi sebeket.
Haldane Elundába költözik, Szpiridákisz ottani házába. Magányos sétái során találkozik egy középkorú görög nővel, Annika Zeferisszel (Betty Arvaniti), akinek arcán az ifjú Melina ismerős vonásait véli felfedezni. (Ekkor még nem tudja, hogy Annika valóban a meghalt Melina húga). Haldane csak annyit árul el önmagáról, hogy a háborúban itt harcolt, emlékeit kutatja. Annika bemutatja az angolt a Matákisz-birtok intézőjének, Mateosz Nukákisznak is (Takis Emmanuel). Haldane később megismerkedik Nikosz Vaszilákisz vendéglőssel és feleségével, Elenával is. A helyi lakosság örömmel fogadja Leandroszt, a háborús hőst.
Annika anyja, Katerina Matákisz (Patience Collier) azonban gyűlölettel tekint az idegenre. Megütközve hallja, hogy Annika megismerkedett Haldane-nel. Eltökéli, bármi áron megszabadul a férfitől. Kérlelhetetlen gyűlöletének oka (egyelőre) az ő titka. Előbb fiát, az Athénban élő Petroszt szólítja fel vérbosszúra, de az visszautasítja. Katarina ekkor Mateosz Nukákisz intézővel köt alkut: üldözze el az angolt Krétáról, cserébe feleségül kapja Annikát.
Haldane egy este betér Vaszilákisz tavernájába, itt Annikába botlik. Annika elmeséli, gyakran jár ide, mert a tulajdonos, Elena az ő unokahúga. Haldane rádöbben, Annika nem más, mint az elhunyt Melina húga. Nem árulja el régi kapcsolatát Melinával, mert attól tart, Annika azzal vádolhatná, hogy hűtlenül elhagyta a nővérét a bajban.
Mateosz Nukákisz közben titokban behatol Haldane házába, átkutatja iratait, rátalál egy angol nőtől, Lorna Mathews-tól kapott levélre. A nő még Angliában viszonyt folytatott Alannel, a levél szerint szívesen felélesztené a tüzet. Nukákisz – Haldane nevében – repülőjegyet küld Lornának és meghívja Krétára. Néhány nap múlva Lorna megérkezik, és becsönget a megrökönyödött Haldane-hez, aki nem érti, mi történt, boldog a váratlan viszontlátástól. Betoppan a látogatóba érkező Annika is, de Lornát látva sértődötten elrohan. Másnap Lorna meglátogatja Annikát, és tisztázza a helyzetet: hamis hívásra jött, gonosz tréfa áldozata lett. Lorna látja, hogy Annika őszintén szerelmes Haldane-be, félreáll, és visszarepül Angliába.
Egy helybéli görög hajós Haldane-nek ajándékoz egy régi kaiki-t (vitorlás halászhajót). A hajóépítő Alan az öreg hajóból új kaiki-t épít. Húsvét előtt, nagycsütörtökön Szpinaluka (Kalüdón) szigetére vitorláznak Annikával és a kis Alexisszel. Elundába visszaérve Annika The Knot névre kereszteli az új hajót, utalva a Leandroszt Krétához fűző eltéphetetlen kötelékre. Egy ismerős halász, Xenofón Khazafisz fogadást ajánl: húsvétvasárnapján versenyen döntsék el, melyik hajó a leggyorsabb.
A bosszúra éhes Mateosz Nukákisz ismét betör Haldane otthonába, szétveri a lakást. A kiérkező Kraszákisz rendőr őrnagy egyszerű vandalizmusnak véli az esetet. Babisz Szpiridákisz, a ház tulajdonosa azonban gyanakszik: Alannek ellensége van a faluban, de kiléte és motivációja ismeretlen.
A húsvétvasárnap megrendezett hajóversenyt Alan nyeri, a The Knot-tal. A versenyzőket ünneplő tömeg a tavernába vonul, népünnepély alakul ki. A néptelenné vált kikötőben Mateosz Nukákisz észrevétlenül fellopózik a The Knot fedélzetére, benzinnel lelocsolja és felgyújtja a hajót, amelyet elemésztenek a lángok. A rendőrség megtalálja a benzines kannákat. Kraszákisz őrnagy tudatja a megdöbbent Haldane-nel: „Szándékos gyújtogatás volt, nem baleset. Önnek ellensége van Krétán, el akarja Önt űzni innen. Sejtjük, ki állhat emögött. Bízzon a törvényben, Leandrosz!” Xenophon Haszápisz és barátai segítenek Leandrosznak újabb hajót építeni.
Ugyanekkor Katarina Matákisz is fontos megbeszélést folytat Mateosz Nukákisszal. A nagyasszony úgy érzi, hogy fia, Petrosz méltatlanul viselkedett, ezért kitagadja őt, és Mateosz Nukákisznak ajánlja fel a családfői méltóságot. Katarina írásos szerződésben Mateosz Nukákiszra ruházza kitagadott fiának örökségét, és megígéri, hogy ő veheti át a család tulajdonában álló gyárak vezetését is.
Alan Haldane gyanús borítékot talál az ágyán. Átadja Kraszákisz őrnagynak. Két pénzérmét találnak benne és egy cédulát, rajta egyetlen szó: „Khárónnak”. Khárón az alvilág révésze, aki átviszi a halottak lelkét a Sztüx folyón, az Alvilágba és az elíziumi mezőkre. Khárónt szolgálatáért díj illeti meg. Kraszákisz őrnagy aggódva állapítja meg: „A révészt kifizették. Valaki az Ön halálát kívánja.”
Annika családi ünnepséget rendez házában. Étellel-itallal kínálja vendégeit, nagy beszélgetések esnek, Alan focizik unokájával, Alexisszel. A lesben álló Mateosz Nukákisz észrevétlenül Alan Haldane piros sportkocsijához lopódzik, elvágja annak fékcsöveit, majd eltűnik anélkül, hogy bárki meglátta volna.
Nikosz és Elena hazaindulnának, de autójuk motorja nem ugrik be, elromlott. Alan átadja nekik saját autóját, Nikosz, Elena és Alexisz a nyitott piros sportkocsival indulnak haza. Egy hegyi kanyarban Nikosz hiába fékez, a fékolaj kiszökik, az autó szakadékba zuhan. A mentőkkel és rendőrökkel érkező Kraszákisz őrnagy felismeri Haldane kocsiját. Elborzadva látja, hogy Elena férjével és fiával együtt elpusztult a balesetben. Alant is értesítik, a fájdalomtól félőrült férfi sírva szólongatja halott lányát és unokáját.
A balesetet távolról figyelő Mateosz Nukákisz Katarinához siet a hírrel: a gyűlölt angol meghalt. A hír boldoggá teszi a nagyasszonyt, aki úgy érzi, bosszút állt. Kész alibit igazolni Mateosznak. Váratlanul a síró Annika érkezik, Babisz Szpiridákisz kíséretében. Neki jutott a feladat, hogy anyjának megvigye a tragédia hírét. Óvatosan kezdi: „Autóbaleset történt a hegyi úton. Alan kocsija szakadékba zuhant, senki sem élte túl...” Katerina még mindig diadalmas: „Az angol tehát halott?” Annika nem tud szólni, helyette Babisz mondja ki: „Az autót Nikosz vezette, Elena és Alexisz voltak vele.” Katarinát villám sújtja: Vádlón Mateosz Nukákiszra mutat, megátkozza a férfit, majd eszméletlenül összeesik. Annika és Babisz az ágyra fektetik, orvosért küldenek.
Nukákisz elrohan. Hazasiet, hátizsákjába felszerelést pakol, fegyvert, lőszert vesz magához, majd autójával elszáguld a hegyek felé.
A orvos megállapítja, hogy Katarinát súlyos agyvérzés érte, teljesen lebénult. „Jól lát és hall, de sohasem lesz képes sem beszélni, sem mozogni.” Annika a beteg mellett marad, Babiszt kéri, hogy Elundában keresse fel Alan Haldane-t: Aggódik az angolért, akit teljesen összetört a tragédia. Annika gyanítja, hogy Elena, Nikosz és Alexisz talán többet jelenthetett Alannek, mint jó barátokat. Szpiridákisz megtudja Kraszákisz őrnagytól, hogy a szakértők megállapították: Alan kocsijának fékcsöveit elvágták, tehát hármas gyilkosság történt. A gyilkos nyilván Leandrosz életére tört, de ő átadta autóját Nikosz Vaszilákisznak. Kraszákisz megmutatja Babisznak a borítékot és a pénzérméket, amelyeket Alan az előző héten kapott. Az őrnagy Mateosz Nukákiszra gyanakszik, de nincs bizonyítéka, amelyre támaszkodva megvádolhatná az intézőt. A korábbi inzultusok időpontjaira Nukákisz mindig alibit igazolt.
Babisz kíséretében Kraszákisz őrnagy meglátogatja Alan Haldane-t is. „Mateosz Nukákisz ölte meg Elenáékat, de valójában Önt akarta megölni, Leandrosz,” mondja az őrnagy. „A gyilkos a hegyekbe menekült fivérével, Joannissszal együtt, de el fogjuk őket kapni.” Alan és Babisz borúlátó: „A hegyekben bujkálók hosszú évekre eltűnhetnek.” Kraszákisz őrnagy hiába faggatja Haldane-t, mi lehetett Mateosz Nukákisz indítéka? „Tudjuk, hogy féltékeny Önre Annika miatt, de nem történt-e régebben valami más is, ami magyarázatul szolgálhat?” Haldane azonban hallgat.
Kraszákisz őrnagy a kapu előtt várja a távozó Szpiridákiszt. Egy iratot mutat neki, amelyet a Nukákisz-ház átkutatásakor találtak: szabályos szerződés Katarina Matákisz és Mateosz Nukákisz között. Ha Alan Haldane-t eltakarítja, cserébe Nukákisz magas állást és a Matákisz-vagyont nyeri. Babiszt megdöbbenti a gonosz terv bizonyítéka. Most érti meg, miért átkozta Katarina utolsó szavaival Nukákiszt. Az igazi indíték azonban még mindig rejtély.
Anyja iratainak rendezése közben Annika egy lezárt kazettát talál, amelynek kulcsát Katarina mindig magánál tartotta. A kazettában Annika megtalálja Alan Haldane régi leveleit, amelyeket az ő elhunyt nővéréhez, Melinához írt. Anyja elrejtette őket Melina elől. Annika megmutatja őket Babisz Szpiridákisznak is, aki elmondja, hogy barátját mély szerelem kötötte Melinához, őt keresve tért vissza Krétára, és ma sem sejti, miért nem kapott soha választ a lánynak küldött kétségbeesett leveleire.
Babisz Spiridákisz késő éjszakáig ül irodájában a térképet tanulmányozva. Váratlanul Kraszákisz őrnagy jelenik meg az ajtóban. Elmondja, hogy Alan Haldane is eltűnt. Az őrnagy rosszat sejt: „Leandrosz tudja, hogy ki a gyilkos. Bosszút akar állni. Meg kell találnunk.”
A kocsmában időző falusiak meglátják Mateosz Nukákiszt és fivérét, Joanniszt, amint fegyverrel a kézben a bozótos, sziklás hegyoldal felé igyekeznek. A menekülők több férfit lelőnek, aki megpróbálják feltartóztatni őket. Néhány órával később feltűnik a puskás Alan Haldane is. A helybéliek felismerik Leandroszt, és megmutatják, merre tűntek el a gyilkosok. Alan üldözésükre indul, és hamarosan meg is pillantja ellenfeleit.
Szpiridákisz, a „Sas” összegyűjti régi Andartesz-béli bajtársait. A felfegyverzett csapatot egy rendőrkülönítmény tartóztatja fel, Kraszákisz őrnagy vezetésével. Rövid vita után megegyeznek, hogy az őrnagy parancsnoksága alatt együtt indulnak a hegyekbe. Alan közben becserkészi ellenfeleit, tűzpárbajban agyonlövi Joanniszt, de Mateosz kijátssza és hasbalövi. Alan összeesik, Mateosz Nukákisz nekilát, hogy agyonverje, de az utolsó pillanatban megérkező Kraszákisz őrnagy agyonlövi.
Annika kegyetlenül szembesíti anyját a megtalált levelekkel: „Sajnálnom kellene téged, de nem tehetem. Hat ember halt meg, köztük saját unokád és dédunokád. Te ölted meg őket! A nővérem szerette Leandroszt. Eltitkoltad előle Alan leveleit, csak azért, mert gyűlölted az idegeneket. Harminc év után Leandrosz visszatért ide, és te nem tudtad elviselni, hogy beleszerettem, akár Melina. Meg akartad öletni Leandroszt! Romlott, gonosz asszony vagy, Isten bűnös leánya. Elveszejtetted a családodat, engem sem látsz soha többé. Ezt a képet itt hagyom, hogy mindig lásd, és mindig emlékezz rájuk.” És az ággyal szembeni kis szekrényre felállítja Elena, Nikosz és a kis Alexisz bekeretezett fényképét. Katarina tágra nyitott szeme rémületet tükröz, de nem tud szólni. Elmenőben Annika még az ápolónővér lelkére köti: „Hagyja ott a fényképet, ahol most áll. Látása megnyugtatja a beteget.”
A súlyosan sebesült Alan Haldane-t kórházba szállítják, életét csak a gyors műtét menti meg. Lázálmában Khárónt látja közelíteni, aki már megkapta az őérte járó díjat. Annika a beteg ágya felett virraszt. Szpiridákisz kéri, pihenjen meg, de Annika kitart: „Itt kell lennem, amikor magához tér. Nagyon sok mondanivalónk lesz egymásnak.”
|  | Itt a vége a cselekmény részletezésének! |

## A film készítése
A filmsorozat felvételeit a Kréta északkeleti partján fekvő Elunda (Ελούντα) város környékén forgatták látványos tengerparti és hegyi környezetben. A sorozat angliai bemutatása ismertté tette a várost, az 1970-es évek végén robbanásszerűen megnőtt itt a turizmus.

## A film zenéje
A film népszerűségéhez jelentősen hozzájárult a főcímzene, Jánisz Markópulosz (Γιάννης Μαρκόπουλος) görög zeneszerző alkotása. A görög motívumokból építkező fülbemászó dallam előbb az Egyesült Királyságban, majd más országokban is gyakran játszott önálló slágerszámmá vált. Magyarországon is így történt a tévésorozat bemutatása után. Markópulosz főcímzenéjét más műsorok is szignálként használták. Változatlan hangszerelésben ez lett a főcímzenéje pl. Palásthy György 1982-ben készült A 78-as körzet c. tévéfilm-sorozatának is.
A sorozatot Hollandiában és az Egyesült Királyságban DVD-n is kiadták. A Magyar Televízió a sorozatot több év késéssel, az 1980-as években mutatta be, magyar szinkronnal.

## Epizódok listája (az eredeti bemutató időpontjaival)
| - 1. Vissza a múltba (Return to Yesterday, 1977. november 7.) - 2. Some Talk of Alexander, (1977. november 14.) - 3. Hosszú árnyék (Long Shadow) (1977. november 21.) - 4. A Dead Man to Carry My Cross (1977. november 28) | - 5. Fogadd be a fényt (Receive the Light) (1977. december 5.) - 6. A múltnak kútja (The Well) (1977. december 12.) - 7. Átkelés a folyón (A River to Cross) (1977. december 19.) - 8. Themisz leányai (The Daughters of Themis) (1977. december 26.) |

## Szereplők és magyar szinkronhangjaik
A magyar szinkron adatai jelenleg csak részben lelhetők fel.

## Szereposztás
| Szerep                                   | Színész                         | Magyar hangja  |
| ---------------------------------------- | ------------------------------- | -------------- |
| Alan Haldane, Leandrosz                  | Jack Hedley                     | Pathó István   |
| Annika Zeferisz, Melina húga             | Betty Arvaniti (Μπέτυ Αρβανίτη) | Bánsági Ildikó |
| Katerina Matákisz, Annika anyja          | Patience Collier (1910–1987)    | Pártos Erzsi   |
| Mateosz Nukákisz                         | Takis Emmanuel                  | Végvári Tamás  |
| Babisz Szpiridákisz, ügyvéd              | Neil McCarthy                   | Sinkovits Imre |
| Elena Vaszilákisz, Katarina unokája      | Mairi Sokali                    | ?              |
| Nikosz Vaszilákisz, Elena férje          | Nikosz Verlekisz                | ?              |
| Alexisz Vaszilákisz, Elena és Nikosz fia | Alexisz Szergisz                | ?              |
| Kraszákisz őrnagy                        | Stefan Gryff                    | ?              |
| Petrosz Matákisz, Katarina fia           | Steve Plytas                    | ?              |
| Georgiosz                                | Labrosz Kocirisz                | ?              |
| Xenofón Haszápisz, halász                | Nikosz Kourosz                  | ?              |